# Wasted Time (canção de Kings of Leon)
"Wasted Time" é o segundo single da banda americana de rock Kings of Leon do seu álbum de estréia Youth and Young Manhood. A canção alcançou a posição n° 51 no UK Singles Chart. Foi destaque no "The Boys Are Back in Town", o primeiro episódio da segunda temporada de Entourage.

## Faixas
| CD single |                              |         |  |
| N.º       | Título                       | Duração |  |
| 1.        | "Wasted Time"                |         |  |
| 2.        | "Molly's Hangover"           |         |  |
| 3.        | "Joe's Head" (Ao vivo de LA) |         |  |
| 4.        | "Wasted Time" (Video)        |         |  |

| 10" vinil |                    |         |  |
| N.º       | Título             | Duração |  |
| 1.        | "Wasted Time"      |         |  |
| 2.        | "Molly's Hangover" |         |  |